# جزيرة ديسيتشيو
جزيرة ديسيتشيو هي جزيرة صعيرة غير مأهولة تقع في بورتوريكو في البحر الكاريبي.